# アイドル雀士スーチーパイ
『アイドル雀士スーチーパイ』（アイドルじゃんしスーチーパイ）シリーズは、ジャレコより発売されたコンシューマ用及びアーケード用の脱衣麻雀ゲームシリーズ。また、同シリーズのキャラクターを使用した恋愛アドベンチャーゲーム、携帯電話ゲーム、ブラウザゲームなども含む。キャラクターデザインは、漫画家の園田健一が担当した。機種により、全年齢向けのものと、年齢制限があるものが存在する。

## 作品解説
本作品はコンピュータとの対戦麻雀を基本とし、互いに様々なイカサマを駆使して相手を負かし、服を脱がせることを目的とする。麻雀パートで和了すれば、あがった役の翻数に応じた回数のパネルマッチ（神経衰弱ゲーム。同社の『麻雀革命』や『麻雀革命II』とほぼ同じ）を行い、同種パネルを2枚揃えることができれば、そのパネルに表示されたイカサマ技やポイントを入手することができる。パネルを全部めくり終えるか、相手の持ち点がマイナスになればステージクリアとなる。ただし、基本的に相手の持ち点をマイナスにしてのクリアでは残ったパネルのアイテムは貰えないため、バッドエンドに行き着く可能性が高い。
本作品の登場人物は、一部を除いて美女、もしくは美少女であり、麻雀シーンの間には、キャラクターたちによる寸劇が入る。3DO版『スーチーパイSpecial』以降の一部携帯機を除くコンシューマ移植作では、会話シーンはフルボイスとなっている。尚、各社より発売されているPC版は、基本的にアーケード版の移植であり、作品によりR指定、またはX指定となっている。
なお、スーチーパイの名前が麻雀牌の“四”（sì＝スー）と“七”（qī＝チー）の読みからきていることから、4月7日をスーチーパイの日と定め、2007年に日本記念日協会から認定を受けている。

## ラインナップ
- 美少女雀士スーチーパイ
- アイドル雀士スーチーパイ Special
  - アイドル雀士スーチーパイ Limited
  - アイドル雀士スーチーパイ Remix
- アイドル雀士スーチーパイII
  - アイドル雀士スーチーパイII Limited
- スーチーパイアドベンチャー ドキドキナイトメア
- アイドル雀士スーチーパイ発売5周年記念めちゃ限定版○得パッケージ
- アイドル雀士スーチーパイ・シークレットアルバム
- アイドル雀士スーチーパイDVDPG
- アイドル雀士スーチーパイIII
  - アイドル雀士スーチーパイIII Remix
- アイドル雀士R 雀ぐる★プロジェクト
- ちゅ〜かな雀士 てんほー牌娘
  - ちゅ〜かな雀士 てんほー牌娘 Special
  - ちゅ〜かな雀士 てんほー牌娘 Remix
- スーチー・パイニャンコレクション
- アイドル雀士をつくっちゃおう♥
- アイドル雀士スーチーパイIV
  - アイドル雀士スーチーパイIV ぽ〜たぶる
- アイドル雀士スーチーパイ サターントリビュート
- アイドル雀士スーチーパイ Sトリビュート for PC
- ブラウザ雀士スーチーパイ

## 美少女雀士スーチーパイ
『美少女雀士スーチーパイ』（びしょうじょじゃんしスーチーパイ）は、スーパーファミコン用の2人打ち美少女対戦麻雀ゲーム。1993年7月30日発売。16メガ。制作デーシーイー。キャラクターデザインは園田健一。全年齢対象。他機種への移植が長い間行われていなかったが、Windows版が2010年10月12日にD4エンタープライズよりレトロゲーム配信サービス「プロジェクトEGG」にて配信、同年11月24日にはWiiのバーチャルコンソールで配信が開始された。また、2017年3月29日にはWii Uのバーチャルコンソールでも配信が開始された。レイティングはCERO：B（12才以上対象）。
同作は本シリーズの原型というべき作品。当初は脱衣シーンは全裸まで企画されており、実際に使われる予定だった画像も公開されていた。実際の製品版ではプラットフォームの制約で脱衣は水着まで、脱衣シーンの2画面縦スクロールも無しとなっている。登場キャラクターは後述の『Special』と同じだが、設定とシナリオの内容は完全な別物である。

### ストーリー・ゲーム概要
御崎恭子の父親が開発した「スーチーペンダント」の力によって、麻雀が強い美少女雀士スーチーパイに変身できるようになり、麻雀の能力を常人の数倍に高める事が可能となった。シナリオの目的は東京、大阪、横浜の3つの地域で起こっている事件を解決する事。各地域に6人＋ボスキャラ含む7人全員を麻雀で打ち負かすと事件解決となる。一定時間が経過すると相手のキャラクターから「はやくう」などの台詞が表示されるがタイムリミットがあるのかは定かではない。１人のキャラクターに勝つ度にボーナスゲームが挟まれる。「絵あわせ」「カードじゃんけん」「坊主めくり」の3種類のパネルマッチとなり、成績に応じて一局を有利に進めるようにするための、フィクション特有のアイテムが手に入る。

### 評価（美少女雀士スーチーパイ）
ライターの芹澤正芳は、インプレスのムック『このレトロゲームを遊べ！』の中で、ストーリーモードの緩さが面白いと評価しており、気軽に麻雀を楽しみたい向けだとしている。
『懐かしスーパーファミコン　パーフェクトガイド』では、CPUが非常に速く和了すると指摘されている。

## アイドル雀士スーチーパイSpecial
『アイドル雀士スーチーパイSpecial』（アイドルじゃんしスーチーパイ スペシャル）は、アーケード用の2人打ち美少女対戦麻雀ゲーム、及びその3DOとセガサターンへの移植版。ゲームはそれぞれ得意のツミコミ技を使う7人の女性キャラから1人を選び、残りのキャラと対局していくことになる。パネルマッチや様々な必殺技などシステム面はほとんどアーケード版と同じだが、サウンド面はCD-ROMの特性を活かしてパワーアップ。14人の女性声優が出演しており彼女たちによる3曲のオリジナルソングが収録されている。アーケード版1993年12月稼動開始。X指定。3DO版1995年1月12日発売。16歳未満不適。セガサターン版1995年2月24日発売。MA-18。Windows版は2003年9月5日にメディアカイトからULTRAシリーズとして、2004年2月19日には同じくメディアカイトから遊遊ブランドとして販売。いずれもR指定。

### ストーリー・ゲーム概要
7人の美人雀士が得意のイカサマ技を武器に、最強の座をかけて麻雀勝負を始める。そして、敗者は服を脱がなければいけないのであった。プレイヤーは7人の雀士から1名を選び、他の6名＋ボスキャラを全て倒せばゲーム終了となる。
『美少女雀士スーチーパイ』のキャラクターをほとんどそのまま流用し、脱衣シーンを、下着姿及び乳房の露出があるものに差し替え、2画面スクロールによって、より高精細なキャラクターの姿を鑑賞できるように改良した。また、スーチーパイ役の声優にかないみかを起用し、ゲーム中のイカサマ技発動や、チー、ポン、カン、ロンなどの発声を担当させた。コンシューマ移植版では、他の登場人物にも声優が割り当てられ、キャラクターたちの寸劇がフルボイスとなった。
ただし、セガサターン版は乳首の露出のみ不可とされたため、該当する部分に何もない画像が使用されている。この独特のレーティングMA-18（Mature Age 18）とは、X指定と18歳以上推奨の中間のレーティングであり、後にも先にもこれ1本しか存在していない。

### アイドル雀士スーチーパイLimited
『アイドル雀士スーチーパイLimited』（アイドルじゃんしスーチーパイ リミテッド）は、PlayStation用の2人打ち美少女対戦麻雀ゲーム。1995年3月24日発売。JALECO the Best版2002年12月5日発売。全年齢対象。『Special』の脱衣シーンを水着に差し替え修正したもの。他機種版にはない、フリー対戦モードが追加されている。2017年11月22日よりゲームアーカイブスにて配信開始（配信元はシティコネクション）。
レイティングはCERO：C（15才以上対象）。7人いる女の子の中から１人を選択してライバルたちと麻雀を勝負する。プレイステーション版では、他の機種にはない声優のインタビューや矢島昌子など普段聞けない私事もオマケ要素として収録されている。

### アイドル雀士スーチーパイRemix
『アイドル雀士スーチーパイRemix』（アイドルじゃんしスーチーパイ リミックス）は、セガサターン用の2人打ち美少女対戦麻雀ゲーム。1995年9月29日発売。X指定。セガサターン版の『Special』で消されていた「あるべきもの」が加筆され、BGMが一新された修正版。3万本限定生産。

### コンシューマー版主題歌
- オープニング『World Birthday』 （かないみか）
- ノーマルエンディング『Power and Love』 （冨永みーな）
- トゥルーエンディング『恋の一歩は私から』 （矢島晶子）

## アイドル雀士スーチーパイII
『アイドル雀士スーチーパイII』（アイドルじゃんしスーチーパイ ツー）は、アーケード用の2人打ち美少女対戦麻雀ゲーム、及びそのセガサターンへの移植版。アーケード版1994年12月稼動開始。X指定。セガサターン版1996年4月26日発売、CD-ROM2枚組。X指定。

### ストーリー・ゲーム概要
何者かにさらわれた片桐志穂を救出するため、麻雀勝負で負かした相手を仲間に加えつつ、真相を追うスーチーパイの活躍を描く。前作のメインキャラは脇に回り、新たにスーチーパイのパートナーとなる4人のイカサマ雀士と、新たなボスキャラが追加された。
セガサターン版では、対戦相手に前作で人気があった水野佑紀が追加され、全シナリオのクリア後に特別編シナリオがプレイできるようになった。また2枚目のディスクは、前作と本作のメインキャラクター全員とのフリー対戦モード、出演声優のインタビュームービー鑑賞、サウンドテストなどが収録された『おまけディスク』となっている。
セガサターン版は、アーケード版からは外見はともかく内部的には大きく異なる作り直しである。非常に高かったアーケード版の難易度を大幅緩和し、また配牌やツモの意図的な操作が非常にあからさまになっている。ストーリーモードーの流れは「パートナー以外のキャラ→水野佑紀→ボス戦」となっている。ボス戦での相手は誘拐された片桐志穂と事件の黒幕のセシルだが、真の姿のセシル・デリンジャーには出現条件がある。

### アイドル雀士スーチーパイII Limited
『アイドル雀士スーチーパイII Limited』（アイドルじゃんしスーチーパイ ツー リミテッド）は、PlayStation用の2人打ち美少女対戦麻雀ゲーム。1996年9月20日発売、CD-ROM3枚組。JALECO the Best版2002年12月5日発売。全年齢対象。セガサターン版『─II』の脱衣シーンを、水着に差し替え修正したもの。また、それに伴って台詞なども一部変更されている。おまけはセガサターン版よりも更に充実していた。

### コンシューマー版主題歌
- DISK 1
  - オープニング『あいうえ oh my god! －涙は風に－』 （かないみか）
  - バッドエンディング『くちびるのfortune』 （高橋美紀）
  - ありすエンディング『純情LOVE遊戯(GAME)』 （吉田小南美）
  - さなえエンディング『Please change me now』 （水谷優子）
  - つかさエンディング『女神はショート!来る者拒まず』 （松本梨香）
  - みるくエンディング『肉球みゃーみゃ』 （西原久美子）
  - 特別編エンディング『再見（ツァイチェン）』 （スーチー合唱隊：かないみか、高橋美紀、吉田小南美、松本梨香、水谷優子、西原久美子）

## スーチーパイアドベンチャー ドキドキナイトメア
『スーチーパイアドベンチャー ドキドキナイトメア』は、セガサターン及びPlayStation用の恋愛アドベンチャーゲーム。セガサターン版1998年2月26日発売、CD-ROM2枚組。18歳以上推奨。PlayStation版1998年4月9日発売、CD-ROM2枚組。全年齢対象。

### ストーリー・ゲーム概要
世田谷区神用賀（かみようが）に突如勃発した、連続美女昏睡事件。心ならずも事件の発端となってしまった青年は、その真相を解明すると共に、意中の女性が事件の被害者とならないようにしなければならない。1枚目のディスクは月曜日から金曜日までの5日間で事件の発端から解決までを描くアドベンチャーパート、2枚目のディスクは、1枚目のエンディングで結ばれた相手とのデートを楽しむことができるほか、おまけのミニゲームなどが収録されている。前作までの主要キャラクターに加え、新ヒロイン1名とボスキャラ1名が追加されている。主人公の部屋等、異様に細かく描き込まれたクオータービューのマップ画面が特徴的。

### 主題歌
- DISK 1 アドベンチャーパート
  - オープニング『星空にWAKE UP! 〜眠っちゃダメよ〜』 （かないみか）
  - エンディング1『あれと、これと、それと、デート』 （かないみか）
  - エンディング2『何て言うんだっけ、』 （かないみか、高橋美紀）
- DISK 2 デートパート
  - ことりエンディング『愛になりたい』 （日髙のり子）
  - ミユリエンディング『銀河のイマージュ』 （こおろぎさとみ）
  - みるくエンディング『ウサギ de STUDY』 （西原久美子）
  - その他エンディング『Hey, Mr. Tired! 〜まだまだよ〜』 （高橋美紀）

## アイドル雀士スーチーパイ発売5周年記念めちゃ限定版○得パッケージ
『アイドル雀士スーチーパイ発売5周年記念めちゃ限定版○得パッケージ』（アイドルじゃんしスーチーパイはつばい5しゅうねんきねん めちゃげんていばんまるとくパッケージ）は、セガサターンのバラエティソフト。「アイドル雀士スーチーパイ」シリーズのI、II、アドベンチャーに登場するキャラクターを自由に選べる。「II」の時は、必殺技を自動的に発動させるには一定条件を満たすことが必要だったが、本作ではプレイヤーの意思で発動が可能となり、対局時の自由度が高くなった。アドベンチャーモードでは新キャラクターが追加されている。1998年11月26日発売、CD-ROM3枚組+オーディオCDシングル1枚。18歳以上推奨。
ディスク1と2は、X指定の『Remix』『II』が再発売不能となったため、脱衣シーンをPlayStation版の『Limited』と同じものに差し替え、『II』については一部ゲームシステムに改善を加えたものの再録。ディスク3は『ドキドキナイトメア』のシステムを流用した新作シナリオのショートアドベンチャーゲームと、3作品に登場する全キャラクターを自由に選択して対戦できるフリー対戦モード、ディスク3のタイトル名は『「スーチーパイアドベンチャー」&「フリー対戦モード」』。公式ホームページ（当時）の出張版などが収録されている。

### 主題歌
- DISK 3 スーチーパイアドベンチャー特別編
  - エンディング『忘れないで』 （かないみか、高橋美紀）
  - 挿入歌『Lonely Boy Lovely Girl』 （吉田小南美）

## アイドル雀士スーチーパイ シークレットアルバム
『アイドル雀士スーチーパイ シークレットアルバム』（アイドルじゃんしスーチーパイ シークレットアルバム）は、セガサターン用のファンディスク。1999年3月18日発売、CD-ROM1枚+オーディオCD1枚。18歳以上推奨。クイズ、グラフィック集、園田健一インタビュー、キャラクター4名との擬似チャットゲームなどが収録されている。
付録のオーディオCDに収録されているCMでは、「セガサターン最後の18歳以上推奨」と謳っている。

### 主題歌
- 『エール送るよ!』 （スーチーガールズ：かないみか、高橋美紀、こおろぎさとみ、西原久美子）

## アイドル雀士スーチーパイIII
『アイドル雀士スーチーパイIII』（アイドルじゃんしスーチーパイ スリー）は、アーケード用の2人打ち美少女対戦雀ゲーム、及びそのWindowsへの移植版。アーケード版1999年9月稼動開始。X指定。Windows版は初回限定版が2002年4月5日、通常版が同年10月4日にハーベストより発売されている。18禁。

### ストーリー・ゲーム概要
スーチーパイがパートナーキャラを伴い、偽スーチーパイ事件の真相を追う。パートナー2名＋ボスキャラ2名が新規追加され、脱衣パターンが事前に2種類から選択可能になった（最初にシルエットだけが提示された状態から選ぶ）。また、対人対戦が可能になった（ただし、アーケード版では基板2セットが必要で、Windows版はLANのみの対応で、どちらもインターネットを介することは出来ない）。なお、対人戦ではキャラクターを選ぶことは出来ず、スーチーパイVS御崎恭子の対戦となっている（脱衣はない）。ゲーム中では「負けた方が偽者」とされる。対人戦を意識して、対戦ホットギミック同様に「ツモ減り2人分」のルールが採用されている。

### アイドル雀士スーチーパイIII Remix
『アイドル雀士スーチーパイIII Remix』（アイドルじゃんしスーチーパイ スリー リミックス）は2007年7月26日にニンテンドーDSとPlayStation Portableで、同年10月に発売した『アイドル雀士スーチーパイIV』の完全限定版・コレクターズエディションの特典としてアートコレクションモードが追加されたPlayStation 2版が同梱。全機種CEROレーティングC。IIIの脱衣シーンを水着までに差し替えている他、おまけなどの追加が行われている。

## アイドル雀士をつくっちゃおう♡
『アイドル雀士をつくっちゃおう♡』（アイドルじゃんしをつくっちゃおう）は、ドリームキャスト用の2人打ち美少女対戦麻雀ゲーム。1999年9月23日発売、GD-ROM1枚（限定版のみオーディオCD1枚添付）。全年齢対象。

### ストーリー・ゲーム概要

#### シナリオモード
神用賀を突如襲った偽スーチーパイ騒動を解決すべくスーチーパイがパートナーキャラを伴い真相を追う（ただし、ミユリがパートナーの時はミユリの麻雀修行をしていく内に偽スーチーパイ騒動に巻き込まれる）。

#### メイキングモード
偽スーチーパイ騒動も一段落し、御崎恭子によって改良された偽スーチーパイ改めクレアが恭子と共にボディーパーツを集め、最終的にクレアを製造した早乙女ななみと麻雀勝負を行う。
アーケード版『III』と同一キャラクター、同一設定を使用しているが、シナリオやその結末は大幅に異なっている。本作に脱衣はなく、その代わりシナリオモードを2名分以上クリアすると、アンドロイドのクレアにさまざまな衣装を着せ替えることができる、メイキングモードが使用可能となる。

### 主題歌
- オープニング『Wai Wai』 （スーチーガールズ：かないみか、高橋美紀、こおろぎさとみ、西原久美子）
- シナリオモードエンディング1『いつだって大丈夫（A）』 （吉田小南美、菊池志穂、西原久美子）
- シナリオモードエンディング2『いつだって大丈夫（B）』 （こおろぎさとみ、根谷美智子、高橋美紀）
- メイキングモードエンディング『星のほほえみ』 （こおろぎさとみ）
- オールクリアエンディング『きっと…』 （かないみか、高橋美紀）

## アイドル雀士スーチーパイIV
『アイドル雀士スーチーパイIV』（アイドルじゃんしスーチーパイ フォー）は2007年10月11日PlayStation 2で発売。CEROレーティングC。ゲームの舞台をゲームセンターからメイド喫茶に移し、新たな主人公としてスーチーパイSこと御崎翔子が登場。また、コスチュームデザインはぽよよん♥ろっくが担当し、従来の園田健一のキャラクターデザインとの融合を図っている。
なお、本タイトルの発売発表会は、秋葉原のコスプレ雀荘「てんはね」にて声優清水愛（御崎翔子役）を招いて実施した。また新作の主人公（新しいスター）の誕生を記念して「スーチーパイ」という名の星を登録している。その他プロモーションイベントとして実際のゲームセンターやメイドカフェとタイアップしたり、シリーズ初のライブイベントも2007年12月に開催された。

### ストーリー・ゲーム概要
ジャレコがゲームセンター事業から撤退したことに伴い、ゲームセンターYou&Meも閉店となった。それと前後して、You&Meのアルバイト店員であった御崎恭子もまた謎の失踪をする。そして時は流れ、ジャレコが新事業として秋葉原にメイド喫茶を出店することになり、水野佑紀が店長代理となってその店を「You&Me」と命名する。「You&Me」雇われ店長に就任したプレイヤーは、店の存続のため店員第一号である御崎翔子とともに、アキバに点在するライバル店の看板娘を麻雀勝負で負かして、自分の店にスカウトしなければならない。
麻雀勝負に勝利した後は過去作品の脱衣シーンに代わって、店のカウンターに張り出すための宣伝用コスプレ写真の撮影を行うようになっている。かつてのような脱衣が出来なくなった代わりに、アイドルのグラビアなどで使用される着エロの手法を意識した演出方法が採用されている。
各キャラクターのシナリオをクリアするに伴って、御崎恭子の行方と失踪の秘密が次第に明らかになっていくおまけシナリオが展開する。メインキャラクター全員のシナリオをクリアすることで、追加シナリオがプレイ可能になる。

### 主題歌
- オープニング『バースデー☆エナジー』 （清水愛）
- エンディング1『ハートフル EVERYDAY♪』 （清水愛、高橋美紀）
- エンディング2『You&Me』 （かないみか）
- エンディング3『デジタルなあなたじゃイヤ!』 （高橋美紀）

### アイドル雀士スーチーパイIV ぽ〜たぶる★
『アイドル雀士スーチーパイIV ぽ〜たぶる★』（アイドルじゃんしスーチーパイ フォー ポータブル）は2010年8月12日にサイバーフロントからPlayStation Portableで発売。CERO：C（15才以上対象）。

## 携帯電話版
携帯電話ゲームとして、ジャレコより『アイドル雀士スーチーパイ』『アイドル雀士スーチーパイ・ミルキーの野望』『アイドル雀士スーチーパイII』がリリースされている。キャリア・機種により対応状況が異なる。内容は、『スーチーパイ』『ミルキーの野望』が過去作品の素材を流用したオリジナルシナリオ、『II』が『II Limited』にほぼ準じた内容となっている。
ジー・モードが他社版権の携帯電話ゲームを移植する「G-MODEアーカイブス+」向けとして『アイドル雀士スーチーパイ・ミルキーの野望』のNintendo Switch版が2021年12月23日に発売、『アイドル雀士スーチーパイ』のNintendo Switch版が2023年7月6日に発売された。

## ブラウザ雀士スーチーパイ
2014年12月16日にDMMゲームズにて正式サービス開始。基本無料。ゲーム内課金あり。年齢制限の記載なし。
『スーチーパイ』、『スーチーパイII』、『ドキドキナイトメア』、『めちゃ限定版』、『スーチーパイIII』のキャラクターが登場する。
園田健一による新規描きおろしの追加や、オリジナルのキャストのままでの新規のボイス収録などが行われている。
新たな独自ルールが採用されている。ゲーム中に取得できる女の子のカードを集めてデッキを構築し、カードのHPと攻撃力の合計値がプレイヤーのHPと攻撃力となる。その数値を使用して女の子と対戦し、麻雀で和了った点数と攻撃力、属性などに応じて相手にダメージを与えてHPを0にする事ができれば勝利となる。女の子と対戦する際、ツモるたびに牌力（行動力）を消費し、経験値を獲得しレベルを上げることが出来る。牌力が0になるとツモることができなくなり試合中断となるが、制限時間内に時間経過や課金で牌力を回復することで中断データから再開できる。
イカサマアイテムやパネルマッチ、女の子の服を脱がせるといったシリーズ恒例の要素も実装されている。
2015年8月11日16:00をもって、サービス終了。

## アイドル雀士スーチーパイ サターントリビュート
『アイドル雀士スーチーパイ サターントリビュート』は、シティコネクションより2022年12月8日にNintendo Switch用ソフトとして発売。セガサターン向けに発売された4作品『Special+Remix』『II』『ドキドキナイトメア』『めちゃ限定版』を収録している。なお、収録ソフトのセガサターン版時点でのレーティングはX指定または18歳以上推奨だが、本作のレーティングはCERO：D（17才以上対象）で、作品内のビジュアルシーンは2022年時点のレーティング基準に準拠している。
通常版のほか、特装版と超豪華版も併せて発売される。特装版と超豪華版の収録内容は以下の通り。
特装版
- 『アイドル雀士スーチーパイ シークレットアルバム』DLCコード
- スーチーパイ・マル秘解説本（シリーズ作品解説や関係者インタビュー、歴代美少女麻雀ゲームのキャラクターデザイナー（司淳、すぎやま現象、あかつきごもく、ぽよよん♥ろっく）の描き下ろしイラストを収録）
- スーチーラジオステーション 新作ドラマCD
- スーチーパイ・ゲームボーカルコレクションCD
- 新作ドラマCD＆ボーカルコレクションCD音源DLコード
- 録り下ろしボイス収録 サウンドキーホルダー（スーチーパイ役のかないみかによる掛け声を複数収録）
- 園田健一描き下ろしイラスト仕様 特装版ボックス

超豪華版
- 上記の特装版の全内容
- MALINO描き下ろし ミユリの抱っこ枕カバー
- 園田健一描き下ろし 等身大タペストリー
- 歴代ボイスドラマコレクション音源DLコード（『スーチーパイLimited』から『スーチーパイIV ぽ〜たぶる』までの歴代ボイスドラマ）＋シリアルナンバー入り特製カード
- 超豪華版専用ボックス

「サターントリビュート」としての発売形態はパッケージ版のみだが、ダウンロード版として収録4作品の個別販売が行われている。一方で、特装版と超豪華版にDLCコードが収録される『シークレットアルバム』についてはダウンロード版の個別販売予定はない。

## アイドル雀士スーチーパイ Sトリビュート for PC
『アイドル雀士スーチーパイ Sトリビュート for PC』は、DMM GAMESより2023年12月22日にPC用ソフトとして発売。対応OSはWindows10/11(64Bit)。セガサターン向けに発売された4作品『Special+Remix』『II』『ドキドキナイトメア』『めちゃ限定版』を収録している。収録ソフトのセガサターン版時点でのレーティングであるX指定または18歳以上推奨と同じ”脱衣ビジュアル”を”謎の光”無しでそのまま収録している。

## シリーズの登場人物

### 美少女雀士スーチーパイ／アイドル雀士スーチーパイSpecialから登場
御崎恭子（みさききょうこ）／アイドル雀士スーチーパイ
声：かないみか
ゲームセンターYou&Me神用賀店のアルバイト店員で、「正義のヒロイン」、その実態は「イカサマ雀士」である。
「スーチー・フラッシュ!」の叫び声で変身する。必殺技は「スーチー・スティック」、「ハイパーせっかん」、「スーチー・アイ」など多数。18歳。
天野麻衣（あまのまい）
声：吉田小南美
通称「アンコのマイ」。みるくが吐いてしまったほど破壊的な味覚音痴で、独創的なパイを開発するファミレス店員、後に「アンパイズ」店長。非常に明るく前向きでシリーズで最も現実的な考えの持ち主。18歳。
片桐志穂（かたぎりしほ）
声：矢島晶子
通称「ドラのシホ」。おとなしい性格ながら、慇懃無礼な口調で話す、世間知らずなお嬢様女子大学生。21歳。片桐美穂（後述）の姉でもある。御崎いわく「さらわれやすい性格」。
河本小百合（かわもとさゆり）
声：西原久美子
「うさぎハウス」に勤める、大飯喰らいのバニーガールで、「イーペーコーのサユリ」の異名を持つ。人を楽しませることの大事さや素晴らしさを理解している、接客好き。ただ、独り言が長い。21歳。
佐々木留美（ささきるみ）
声：冨永みーな
通称「チャンタのルミ」。眼鏡っ娘コスプレ看護師（後に本物となる）で、神用賀で唯一と言って良い常識人。ごくごく普通の女性。20歳。みるくをペットにしているが、このペットが宇宙人だとは気がついていず、話すことについても疑いをさほど持たなかった。強引なみるくにいつも振り回されている（2リミテッド）。
西野絵利佳（にしのえりか）
声：平松晶子
通称「風牌のエリカ」。ガンマニアのコスプレ婦人警官で、のちに本物のアメリカンポリスとなる。23歳。
南條理恵（なんじょうりえ）
声：深見梨加
通称「字牌のリエ」。眼鏡っ娘OLで、可愛い女の子をからかうのが大好き。22歳（〜『II』）→23歳（『めちゃ〜』）。おとなしくおしとやかな外見ではあるが、かなり強引な性格。
水野佑紀（みずのゆき）／美少女雀士スーチーユキ
声：高橋美紀
通称「ブリッジのユキ」。過剰な妄想癖があり、すぐ一人芝居を始める、発育不良気味な女子高生。変身ではなく着替えることで、スーチーユキとなる。ブリッジとは麻雀用語でイッキツウカン（イッツー）のこと。必ず数字の123456789を組み合わせるのがルール（鳴きは食い下がり）、頭の役を作るアガリかたとなる。キャラクターのモデルは「スケバン刑事」から。17歳（〜『Special』）→18歳 （『II』〜）。
桜井美優里（さくらいみゆり）
声：こおろぎさとみ
留美が勤務する病院に入院している、病弱な小学生。シリーズ随一の癒し系。8歳（『美少女雀士』）→9歳（『Special』〜）。水野ほどではないが、多少妄想癖がある。入退院を繰り返す故に友人がおらず、ぬいぐるみペンギンの「うっちー」を溺愛し大事にしている。大変おとなしい性格であり、御崎やつかさたちからアイドル雀士たちを通じて間違った道に入り込むことを心配されている。コンティニュー画面キャラとしても知られる。
橘麗華 （たちばなれいか）
声：松本梨香
神用賀最強の雀士で、豪邸に住んでいる。陰湿な性格で、いつもメイドをしごき苛めている。チャイナドレスに身を包んでいる。「〜ですわ」口調で話すため、非常にキツい性格と思われがちであるが、実はかなり寂しがり屋。24歳。
木田亜由美（きだあゆみ）
声：高乃麗
佑紀の悪友。2リミテッドでは隠れキャラ。18歳。
西原恵子（にしはらけいこ）
声：高田由美
小百合の幼馴染であり、佑紀の行き着けのカフェのウエイトレス。21歳。
片桐美穂（かたぎりみほ）
声：高田由美
志穂の妹。活発でボーイッシュという姉とは正反対の性格。17歳。
北山麻里奈（きたやままりな）
声：水谷優子
軽いノリのボディコン娘。理恵の卓球仲間。20歳。
安西早智子（あんざいさちこ）
声：折笠愛
理恵の先輩。23歳。
楠本由加理（くすもとゆかり）
声：高乃麗
和服に身を包んだ女性。25歳。

### アイドル雀士スーチーパイIIから登場
一文字つかさ（いちもんじつかさ）／機動雀士レモンパイ
声：松本梨香
防衛軍の3等陸尉で、パラシュート事故で死にかけ、国防予算によるサイボーグ手術を受けて復活した経緯を持つ。「レモネード・トランスファー!」の叫び声で変身する。必殺技は「ライトニング・ブレード」。サイボーグであることにコンプレックスをもつ。真面目で責任感が強いため、スチャラかな性格の御崎にあきれつついつも振り回されている。ハイテイのときのみ威力を発揮する。テンパッてリーチかけていれば技発動でラス牌で強引にあがる。21歳。
篠原ありす（しのはらありす）／魔法の雀士ピーチパイ
声：吉田小南美
売れないアイドルの卵で、世間知らずのお嬢様。その正体は魔法の国のプリンセスであり、修行のために人間界に来ているが、麻雀の世界に手をそめてしまっている。すぐに泣き出す泣き虫。「マジカルピーチ・ドレスアップ!」の叫び声で変身する。必殺技は「ピンキッシュ・フローレア」（同種牌の染め積み込み）。16歳（『II』）→18歳（『ナイトメア』〜）。一人前となり、優しい両親の待つ魔法の故郷の国に帰ることを夢見ており、最終的にその夢をかなえる。
槙枝早苗（まきえださなえ）／暗黒の雀士チェリーパイ
声：水谷優子
麗華の屋敷で働くメイド。いつも虐めてくる麗華にビクビクしている。「だ、だめですう〜」の声で緊張や感情が頂点に達すると、「ペルソナ・クロスフェード!」の叫び声でダークな暗黒の雀士チェリーパイへと変身する。邪悪な性格をしているが、実は変身したあとも早苗の記憶は完全になくなっているわけではなく、早苗の記憶が呼び戻されることを恐れている。必殺技は『チェリー・ボンバー』。アンコ系のキャラで、技発動でメンゼンでカンしたときに威力を発揮。リンシャンとなり凶悪かつ強制的にあがるばかりかカンウラにより信じられない数のドラが狂悪にのりやすい。23歳。キメ台詞は「見せてやろう、究極の技を」。恭子は、早苗が麗華に虐げられていることを知っており、陰ながら心配している。
みるく／うちゅ〜の雀士ミルキーパイ
声：西原久美子
惑星「すにょ〜ほわいと」出身のウサギ型宇宙人で、普段は留美のペットとして暮らしている。「ミルキー・チェンジ!」の叫び声で変身し、人間大のサイズに変化する。必殺技は「ミルキー・シャワー」（積み込み）。染め系、鳴き好きであるが、打牌の時に「くりっ」「くりゃっ」「ぴょん」などとわけのわからない言葉を発し、最後では「これで終わり？」「なんでももらっちゃうぴょん」などというところからなど（鳴き）喰い散らかし鳴きまくる傾向にある。メンゼンは滅多にない。（かけても安アガリ）。年恰好がはっきりしない風貌をしているが、本人は立派な大人だと自称している。（みゃーみゃー）（みゃんみゃん）などと語尾などにつけて鳴く。
セシル・デリンジャー／大天使セシエル
声：折笠愛
真のラスボス。デリンジャーに操られた志穂を倒すことが出来れば現れる隠しキャラ的ボス。彼女を倒した場合は真のエンディングを迎えるが、失敗すればバッドエンディングとなる。普段は「さあ、祈りましょ」が口癖の優しい教会のシスターだが、その正体は（大天使）とは名ばかりで神に仕える唯一の悪魔である。変身すると見も心も別人の悪魔に変貌する。必殺技は「ダブリー・サンダー」。麗華が最強の雀士といわれているが実は彼女こそが真の最強の雀士。しかしほとんどがテンホーであがられたり凶悪なイカサマである。名前の由来は「危険」を意味するデンジャーから。

### スーチーパイアドベンチャー ドキドキナイトメアから登場
二ノ宮ことり（にのみやことり）
声：日髙のり子
YOU&ME神用賀店の常連客。思い込みの激しい女子高校生で、事件の引き金となる。16歳。
リリム
声：大谷育江
人間と悪魔の間に生まれた夢魔で、セシルの姉。人間に悪夢を見せ、永遠の眠りに落とす。

### アイドル雀士スーチーパイ発売5周年記念めちゃ限定版○得パッケージから登場
梅野摩夜（うめのまや）
声：白鳥由里
雪女のような姿をした幽霊。神用賀高校に出没して騒ぎを起こす。

### アイドル雀士スーチーパイIIIから登場
索子聖羅（そうずせいら）
声：根谷美智子
怪しい新興宗教「ジャンマー教」の教祖。怪しいお告げに従い、日々教義を広めようとしている。22歳。
早乙女散留（さおとめちるる）
声：菊池志穂
ななみの双子の姉である占い師で、蛇を連れ歩いている。自分を放逐した妹への復讐を狙う。18歳。
早乙女七魅（さおとめななみ）
声：田中敦子
天才科学者で、レモンパイのサイボーグ手術を執刀。自分の意のままにできる、雀士型メカノイドを開発する。ちるるの双子の妹。18歳。
スーチーパイmk.II（スーチーパイ・マークツー）
声：かないみか
スーチーパイ打倒のため、スーチーパイの姿を模して製作された、雀士型メカノイド。

### アイドル雀士をつくっちゃおうから登場
クレアα（クレア・アルファ）
声：南央美
雀士型メカノイド用の、消極的な人格。いわゆる「ミモフタ系ダウナー」で、垂れ目になる。
クレアβ（クレア・ベータ）
声：長沢美樹
雀士型メカノイド用の、ごく普通の人格。体育会系で、普通の目になる。
クレアγ（クレア・ガンマ）
声：山口由里子
雀士型メカノイド用の、少し変な人格。かなり頭が悪そうで、吊り目になる。

### アイドル雀士スーチーパイIVから登場
御崎翔子（みさきしょうこ）
声：清水愛
スーチーパイSに変身する、本作のメインヒロイン。先代スーチーパイの御崎恭子とは「親戚の親戚のようなもの」らしい。強引で自分勝手なところが先代とそっくりで、使用する必殺技もよく似ている。
木之下真理（きのしたまり）
声：釘宮理恵
コスプレ喫茶「もえすぴりっつ」の店員。「〜むきゅ」などの妙な語尾をつけて喋る濃いキャラクターの眼鏡っ娘で、人気ブロガー・コスプレイヤーでもあるが、本当は地味で根暗な性格。ネコ手袋をしたまま超高速で携帯電話を操り、ブログを更新する特技を持つ。
春夏秋冬薫（ひととせかおる）
声：福圓美里
ネットゲームカフェ「ハイジーン・ギルド Cafe」の店員。天然ボケ気味で、かなり濃いアニメ・SFオタクであり、ヘビーゲーマーでもある。流されやすい性格のため、いつの間にか露出度の高い衣装で店員をさせられ、店長や客のセクハラに日々悩まされている。
天使れみ（あまつかれみ）
声：能登麻美子
昼間は天使カフェ、夜は悪魔バーになる「Hell & Heaven」に昼間勤めている店員。「究極の癒しは笑いである」との信念から、サリちんとのコンビで日々お笑いの追求に余念がないが、ほとんどギャグが客に受けたことはない。本名はレミエルで、天界を追放された堕天使である。
神子守桜子（みこがみさくらこ）
声：田中理恵
クラシックメイド喫茶「Cafe Gentry」店員。落ち着いた物腰と高い知性を持つ謎めいた女性で、アキバで働く全てのメイドにとっては憧れのお姉様でもある。恭子の行方について、何か知っているようなそぶりを見せる。
九尾玲子（きゅうびれいこ）
声：生天目仁美
和風メイドカフェ「庵茶久」（あんてぃーく）店員。接客態度が悪く、いつもツンツンした態度を取っている。佑紀の高校時代の同級生であり、ちゅ〜かな雀士てんほー牌娘 の白金れーこと同一人物。ミユリの事を「親戚のようなもの」と言って、普段から気にかけている。
サリちん
声：渡部由美
れみとお笑いコンビを組んでいる悪魔。本名はサリエル。

## 関連企画
みか・美紀のスーチーラジオSTATION
当初、おまけディスクに収録された架空のラジオ番組が、人気を博したため実際に番組化されたもの。文化放送、1997年4月〜1998年3月。月曜日21:30 - 22:00に放送。
アイドル・ファイト スーチーパイII
『スーチーパイII』を下敷きに製作されたOVA。1996年4月20日発売。発売元:日本コロムビア。
アイドル学園スーチーパイ2
『月刊コミックゲーメスト』誌（新声社）に掲載された、コミカライズ作品。作画は大久保みどり。
スーチーパイ ラジオSTATION S ハッピィPuPePo♪
『IV』の発売に先駆けてスタートし、全13回にわたって放送されたWebラジオ。パーソナリティは清水愛と福圓美里。音泉、2007年9月〜12月。
ロボっ娘雀士スーチーパイ
『コミックヴァルキリー』誌（キルタイムコミュニケーション）2007年11月号に掲載された漫画。作画は日下部ツカサ。
- ちゅ〜かな雀士てんほー牌娘 - 本シリーズの前史的位置づけのゲーム。
- アイドル雀士R 雀ぐる★プロジェクト

## 書籍
- アイドル雀士スーチーパイ 原画&設定資料集（ソフトバンク、ISBN 4-89052-716-8）
- アイドル雀士スーチーパイII 原画&設定資料集（ソフトバンク、ISBN 4-7973-0131-7）
- スーチーパイメモリアル アイドル雀士からドキドキ♥ナイトメアまで（ゼスト、ISBN 4-916090-93-4）